# فهرست قنات‌های شهرستان اشتهارد
جدول زیر براساس آمار وزارت جهاد کشاورزی تهیه شده‌است. فهرست زیر قنات‌های شهرستان اشتهارد در استان تهران را نشان می‌دهد.
| نام قنات          | موقعیت                    | نزدیک‌ترین روستا  | طول قنات (متر) | تعداد میله چاه | عمق مادر چاه | دبی (لیتر بر ثانیه) | سطح زیر کشت (هکتار) |
| ----------------- | ------------------------- | ---------------- | -------------- | -------------- | ------------ | ------------------- | ------------------- |
| آب حمام           | بخش مرکزی شهرستان اشتهارد | ایپک             | ۲۰۰۰           | ۲۵             | ۳۰           | ۵                   | ۱۸                  |
| احمدآباد          | بخش مرکزی شهرستان اشتهارد | احمدآباد         | ۲۵۰۰           | ۲۴             | ۷۰           | ۷                   | ۱۲                  |
| استامنگله         | بخش مرکزی شهرستان اشتهارد | ایپک             | ۷۰۰            | ۱۵             | ۲۰           | ۲٫۵                 | ۱۰                  |
| افشارآباد         | بخش مرکزی شهرستان اشتهارد | افشارآباد        | ۱۴۰۰           | ۲۰             | ۲۵           | ۳٫۵                 | ۱۰                  |
| اله ویران         | بخش مرکزی شهرستان اشتهارد | ایپک             | ۳۰۰            | ۱۰             | ۱۸           | ۲                   | ۸                   |
| انجمین            | بخش مرکزی شهرستان اشتهارد | انجمین           | ۲۵۰۰           | ۳۰             | ۷۵           | ۷                   | ۲۵                  |
| بوجعفر            | بخش مرکزی شهرستان اشتهارد | بوجعفر           | ۶۰۰            | ۱۵             | ۱۵           | ۲                   | ۷                   |
| بیدستان           | بخش مرکزی شهرستان اشتهارد | هورشاد           | ۷۰۰            | ۱۶             | ۲۰           | ۲                   | ۵                   |
| بیدستان           | بخش مرکزی شهرستان اشتهارد | مزرعه بیدستان    | ۷۰۰            | ۱۰             | ۳۰           | ۲                   | ۴                   |
| تنگه بر           | بخش مرکزی شهرستان اشتهارد | مزرعه تنگه بر    | ۱۵۰۰           | ۲۵             | ۳۵           | ۲                   | ۶                   |
| جارور             | بخش مرکزی شهرستان اشتهارد | جارور            | ۷۰۰            | ۱۸             | ۲۰           | ۳                   | ۸                   |
| جعفرآباد          | بخش مرکزی شهرستان اشتهارد | جعفرآباد         | ۳۵۰۰           | ۳۵             | ۶۵           | ۲۰                  | ۳۰                  |
| حسن‌آباد           | بخش مرکزی شهرستان اشتهارد | ایپک             | ۷۰۰            | ۱۲             | ۲۵           | ۲                   | ۱۰                  |
| خرده‌آباد          | بخش مرکزی شهرستان اشتهارد | خرده‌آباد         | ۳۰۰۰           | ۳۵             | ۸۰           | ۱۸                  | ۳۰                  |
| خرم‌آباد           | بخش مرکزی شهرستان اشتهارد | خرم‌آباد          | ۳۵۰۰           | ۳۵             | ۸۰           | ۲۰                  | ۴۰                  |
| خوردیک‌آباد        | بخش مرکزی شهرستان اشتهارد | ایپک             | ۲۵۰۰           | ۳۵             | ۶۰           | ۱۸                  | ۳۰                  |
| رئیس محمد         | بخش مرکزی شهرستان اشتهارد | مزرعه رئیس محمد  | ۱۸۰۰           | ۲۸             | ۳۵           | ۱۰                  | ۱۰                  |
| طاهرآباد          | بخش مرکزی شهرستان اشتهارد | ایپک             | ۶۰۰            | ۱۵             | ۲۰           | ۳                   | ۱۰                  |
| طوقلی دره         | بخش مرکزی شهرستان اشتهارد | مزرعه طوقلی دره  | ۱۳۰۰           | ۲۰             | ۳۰           | ۲                   | ۷                   |
| عبدل‌آباد          | بخش مرکزی شهرستان اشتهارد | مزرعه عبدل‌آباد   | ۳۵۰۰           | ۴۲             | ۹۰           | ۳۵                  | ۸۵                  |
| علی اکبر          | بخش مرکزی شهرستان اشتهارد | مزرعه علی اکبر   | ۷۵۰            | ۱۲             | ۳۰           | ۲                   | ۸                   |
| علی‌آباد           | بخش مرکزی شهرستان اشتهارد | علی‌آباد          | ۵۰۰۰           | ۶۵             | ۹۵           | ۱۵                  | ۳۵                  |
| فتح‌آباد           | بخش مرکزی شهرستان اشتهارد | فتح‌آباد          | ۴۰۰۰           | ۵۰             | ۸۰           | ۱۵                  | ۳۰                  |
| فلک               | بخش مرکزی شهرستان اشتهارد | مزرعه فلک        | ۷۰۰            | ۱۵             | ۳۰           | ۲                   | ۷                   |
| قاضیان            | بخش مرکزی شهرستان اشتهارد | مزرعه قاضیان     | ۱۵۰۰           | ۳۵             | ۳۵           | ۲۰                  | ۲۰                  |
| مختارآباد         | بخش مرکزی شهرستان اشتهارد | مختارآباد        | ۳۵۰۰           | ۴۰             | ۸۵           | ۲۵                  | ۳۸                  |
| مرادآباد          | بخش مرکزی شهرستان اشتهارد | پلنگ‌آباد         | ۳۵۰۰           | ۳۵             | ۸۵           | ۲۰                  | ۳۲                  |
| ملاکندی           | بخش مرکزی شهرستان اشتهارد | مزرعه ملاکندی    | ۶۰۰            | ۱۰             | ۲۵           | ۲                   | ۴                   |
| مهدی‌آباد          | بخش مرکزی شهرستان اشتهارد | مزرعه مهدی‌آباد   | ۳۰۰۰           | ۳۴             | ۷۵           | ۱۵                  | ۲۰                  |
| مویزه خاک         | بخش مرکزی شهرستان اشتهارد | مزرعه مویزه خاک  | ۸۰۰            | ۲۰             | ۲۵           | ۲                   | ۷                   |
| میرزامحمود        | بخش مرکزی شهرستان اشتهارد | مزرعه میرزامحمود | ۱۵۵۰           | ۱۰             | ۲۵           | ۲                   | ۳                   |
| میلانی یزدی       | بخش مرکزی شهرستان اشتهارد | میلانی یزدی      | ۱۰۰۰           | ۲۴             | ۴۰           | ۴                   | ۳۰                  |
| نوکهریز           | بخش مرکزی شهرستان اشتهارد | نکوجار           | ۶۵۰            | ۱۰             | ۲۵           | ۲٫۵                 | ۷                   |
| نکوجار            | بخش مرکزی شهرستان اشتهارد | نکوجار           | ۶۰۰            | ۱۲             | ۲۵           | ۲٫۵                 | ۱۲                  |
| هورشاد            | بخش مرکزی شهرستان اشتهارد | هورشاد           | ۷۰۰            | ۱۵             | ۲۵           | ۲                   | ۶                   |
| پلنگ‌آباد          | بخش مرکزی شهرستان اشتهارد | پلنگ‌آباد         | ۴۰۰۰           | ۵۰             | ۹۵           | ۳۵                  | ۵۰                  |
| پونک              | بخش مرکزی شهرستان اشتهارد | بیدجین           | ۶۰۰            | ۱۵             | ۱۸           | ۲٫۵                 | ۷                   |
| چارطاق            | بخش مرکزی شهرستان اشتهارد | چارطاق           | ۲۵۰۰           | ۲۸             | ۷۰           | ۷                   | ۱۲                  |
| کربلائی سلطان علی | بخش مرکزی شهرستان اشتهارد | نکوجار           | ۱۰۰۰           | ۱۵             | ۳۰           | ۲                   | ۸                   |
| کوشک‌آباد          | بخش مرکزی شهرستان اشتهارد | کوشک‌آباد         | ۳۵۰۰           | ۴۰             | ۸۵           | ۳۲                  | ۷۵                  |
| گلدشت             | بخش مرکزی شهرستان اشتهارد | پلنگ‌آباد         | ۳۵۰۰           | ۳۲             | ۸۰           | ۲۲                  | ۳۰                  |
| گنده قوئی         | بخش مرکزی شهرستان اشتهارد | ایپک             | ۵۰۰            | ۱۵             | ۲۰           | ۱٫۵                 | ۳                   |
| گنگ               | بخش مرکزی شهرستان اشتهارد | گنگ              | ۵۰۰            | ۸              | ۲۲           | ۱٫۵                 | ۵                   |
| گیلان دره         | بخش مرکزی شهرستان اشتهارد | گیلان دره        | ۶۰۰            | ۱۲             | ۴۷           | ۲                   | ۷                   |
| ینگجه             | بخش مرکزی شهرستان اشتهارد | ایپک             | ۸۰۰            | ۱۶             | ۲۲           | ۱۰                  | ۲۴                  |
| ینگه کهریز        | بخش مرکزی شهرستان اشتهارد | ینگه کهریز       | ۲۰۰۰           | ۲۵             | ۷۰           | ۷                   | ۲۳                  |
| یک لنگ            | بخش مرکزی شهرستان اشتهارد | یک لنگ           | ۵۰۰            | ۱۰             | ۴۰           | ۱                   | ۴                   |